# Durak
Durak är ett ryskt kortspel för två eller fler deltagare. En kortlek med 36 kort (utan 2:or t.o.m. 5:or) används. 
Spelarna får i given sex kort kvar, och resterande kort bildar en talong från vilken spelarna kompletterar sina händer under spelets gång. Korten spelas ut från handen enligt tämligen komplicerade regler. Spelet går ut på att så fort som möjligt, när väl korten i talongen tagit slut, bli av med korten på handen. 
Spelet har ingen vinnare utan bara en förlorare, som får tillmälet durak, vilket på ryska betyder ”dumbom” eller ”narr”.